# Chùa Sà Lôn
Chùa Sà Lôn (ភាសាខ្មែរ: វត្តស្រឡូង, hay Wath Chro Luông, tục gọi là chùa Chén Kiểu) là một ngôi chùa cổ thuộc hệ phái Phật giáo Nam tông Khmer.

## Vị trí
Chùa Sà Lôn tọa lạc bên Quốc lộ 1, cách trung tâm thành phố Sóc Trăng khoảng 12 km về hướng tỉnh Bạc Liêu. Nay thuộc xã Đại Tâm, huyện Mỹ Xuyên, tỉnh Sóc Trăng, Việt Nam.

## Lịch sử

### Tên gọi
Chùa có tên Khmer là "Wath Sro Loun", để dễ phát âm, từ "Sro Loun" được đọc chại thành "Sà Lôn". "Sro Loun" lại có nguồn gốc từ chữ "Chro Luong", là tên của một con rạch chạy dọc theo đường làng trước đây ở gần chùa, và tên gọi ấy đồng thời cũng được dùng để đặt tên chùa. Sở dĩ chùa Sà Lôn còn được gọi là "chùa Chén Kiểu" là do dùng những mảnh chén, đĩa sứ ốp lên tường để trang trí.

### Nguồn gốc

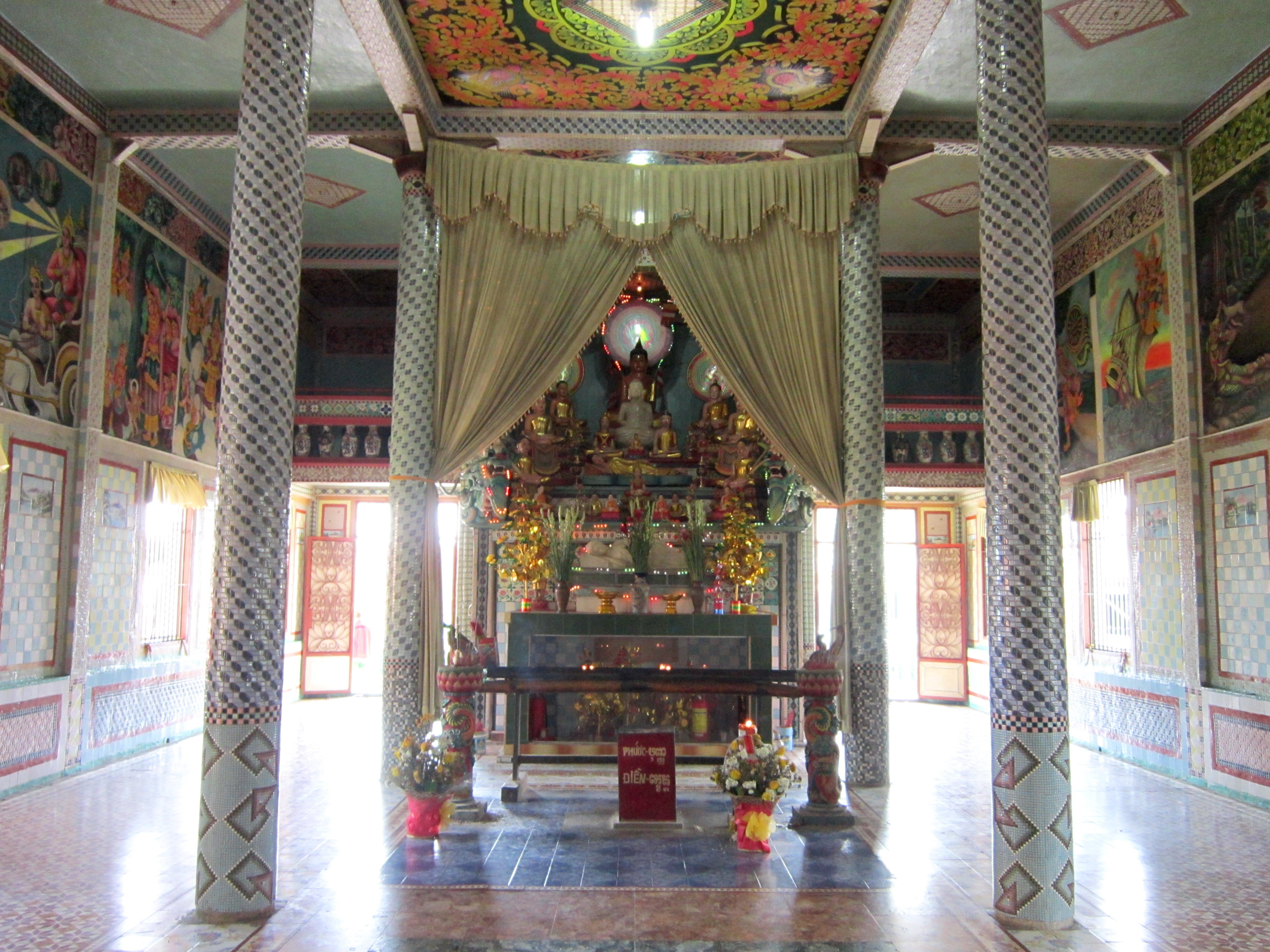
Bàn thờ Phật Thích Ca trong chính điện

## Kiến trúc

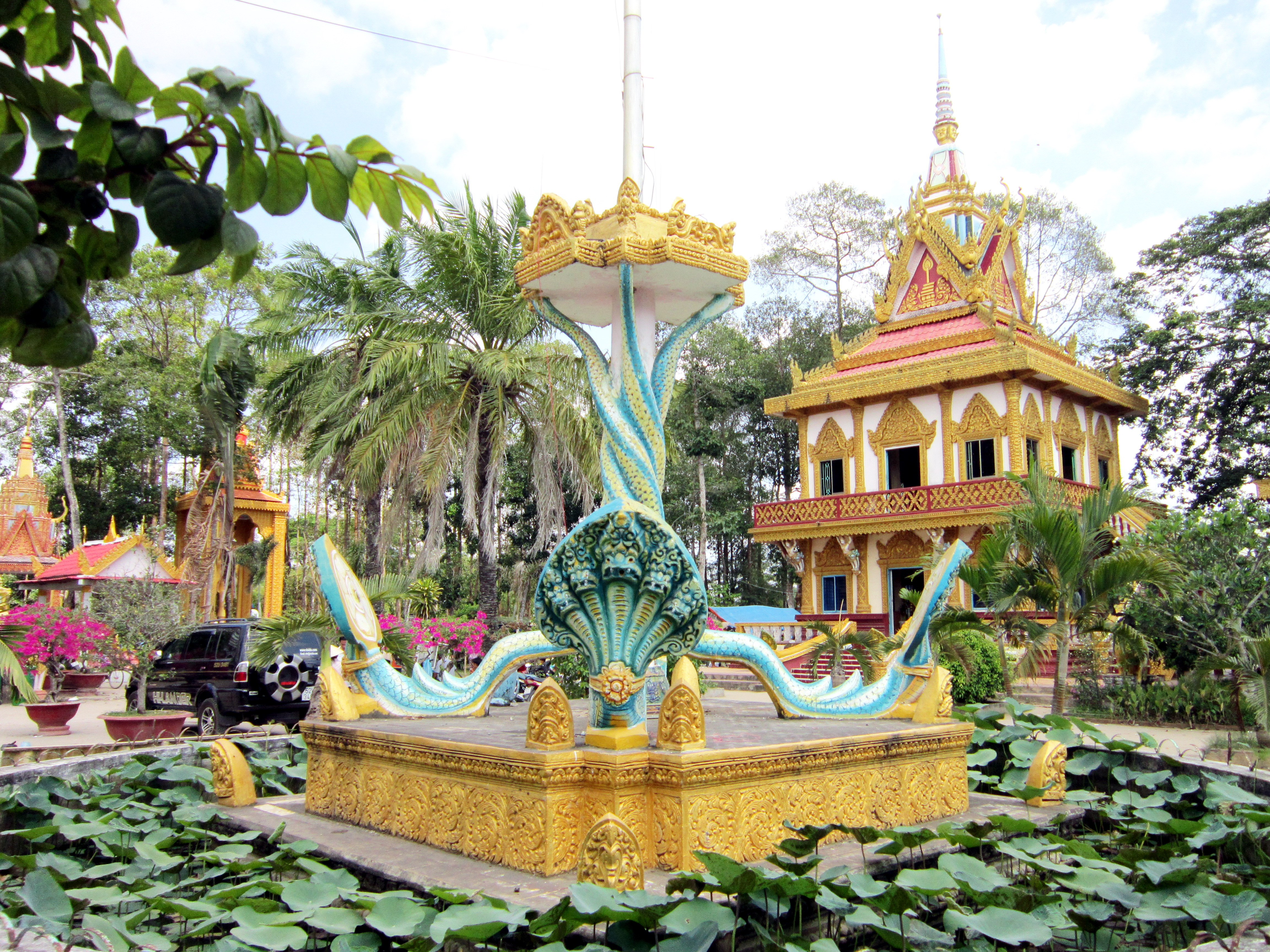
Cột cờ chùa

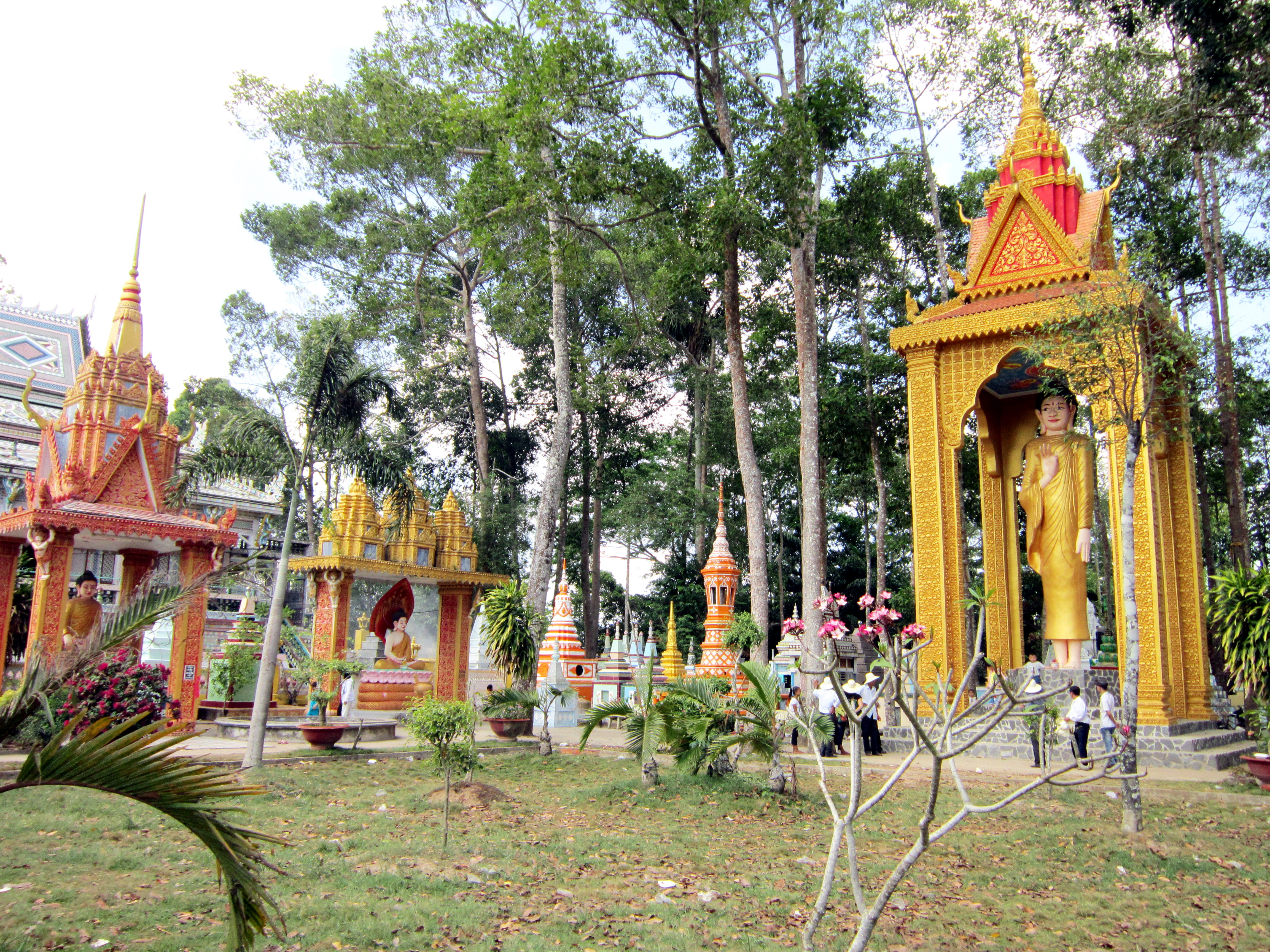
Khu vườn tháp trong khuôn viên chùa

### Hiện vật quý

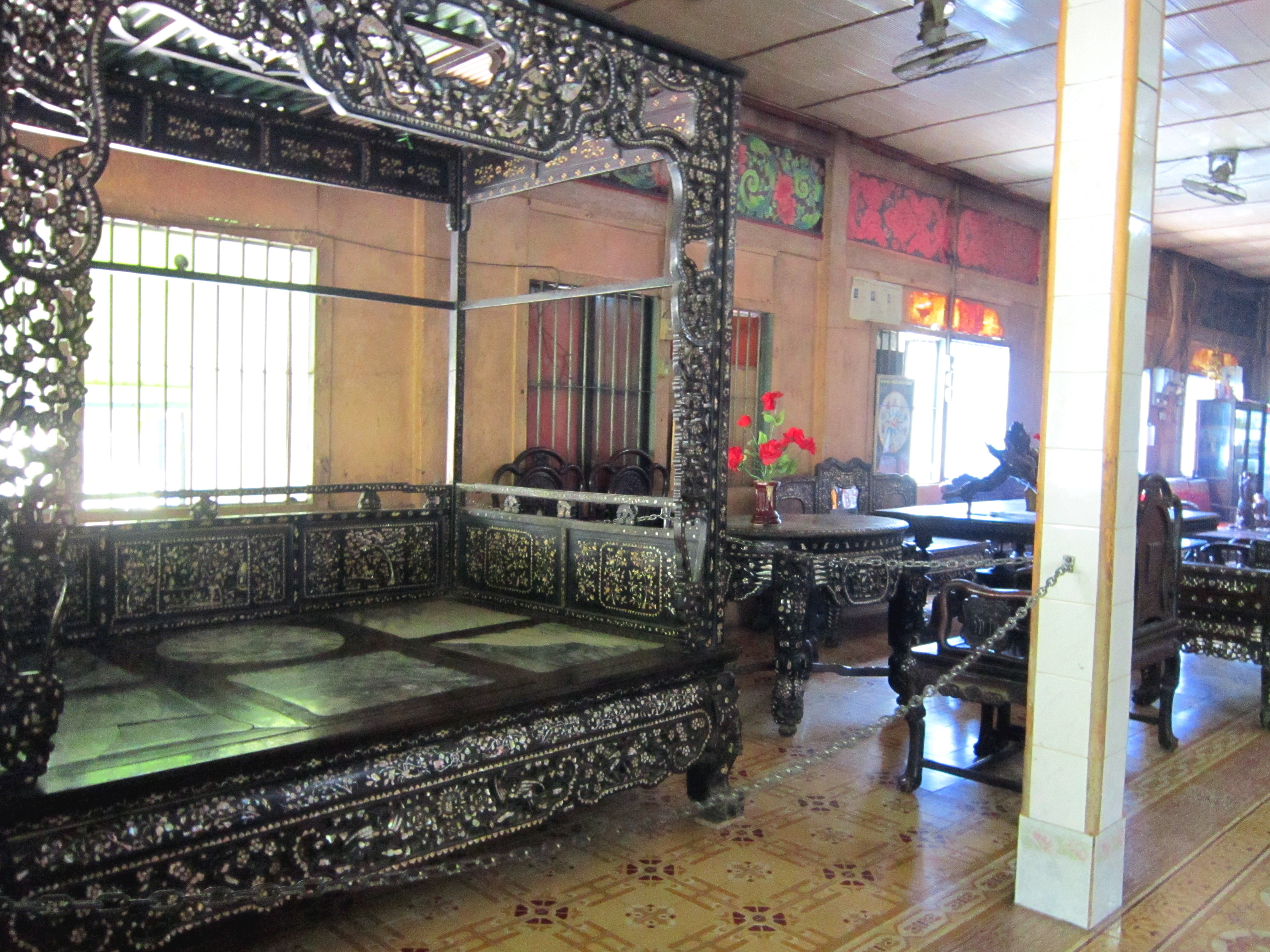
Một phần đồ gỗ của "Công tử Bạc Liêu" đang được gìn giữ tại chùa

## Hình ảnh

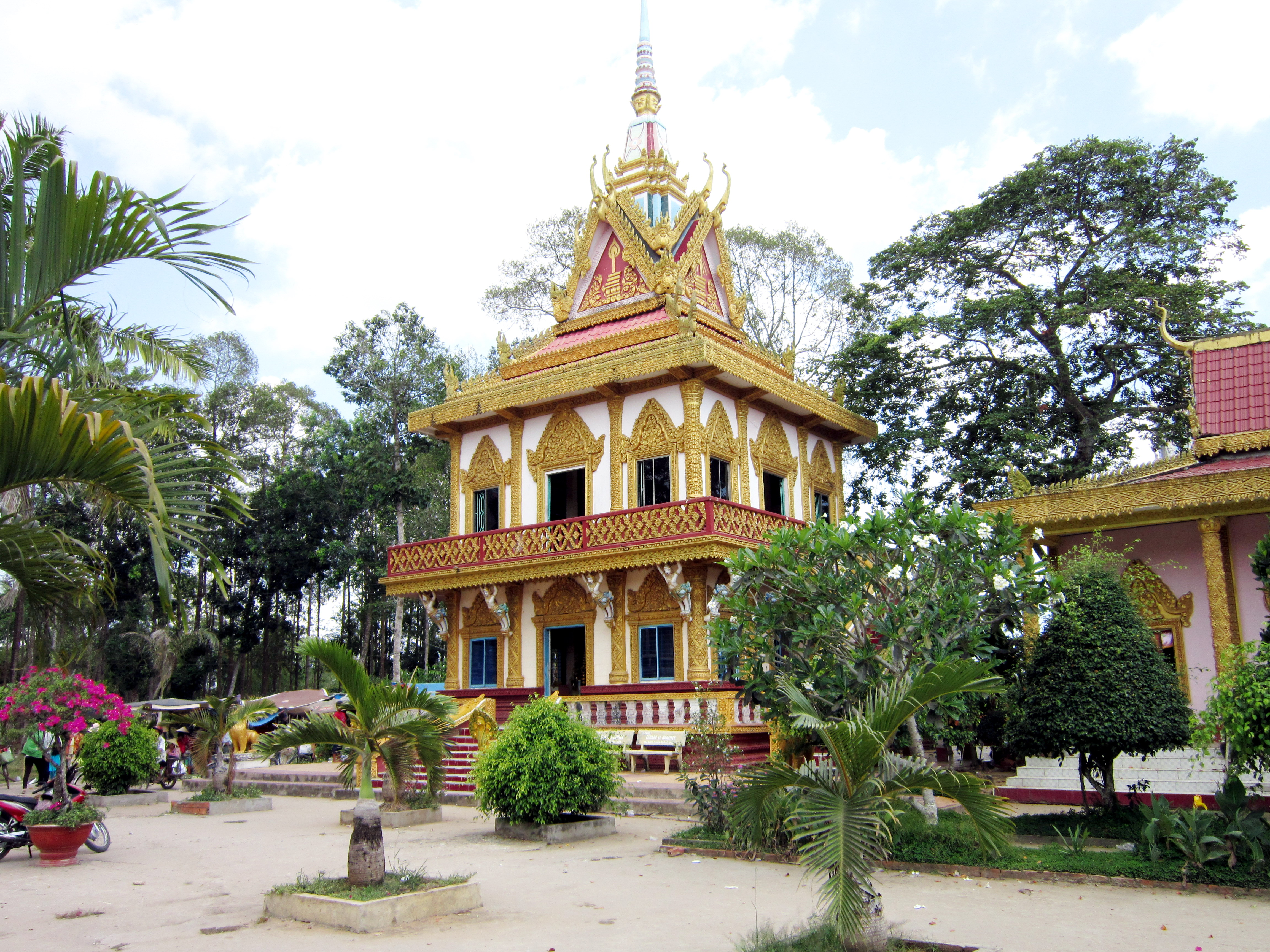
Một trong số các ngôi tháp tại chùa
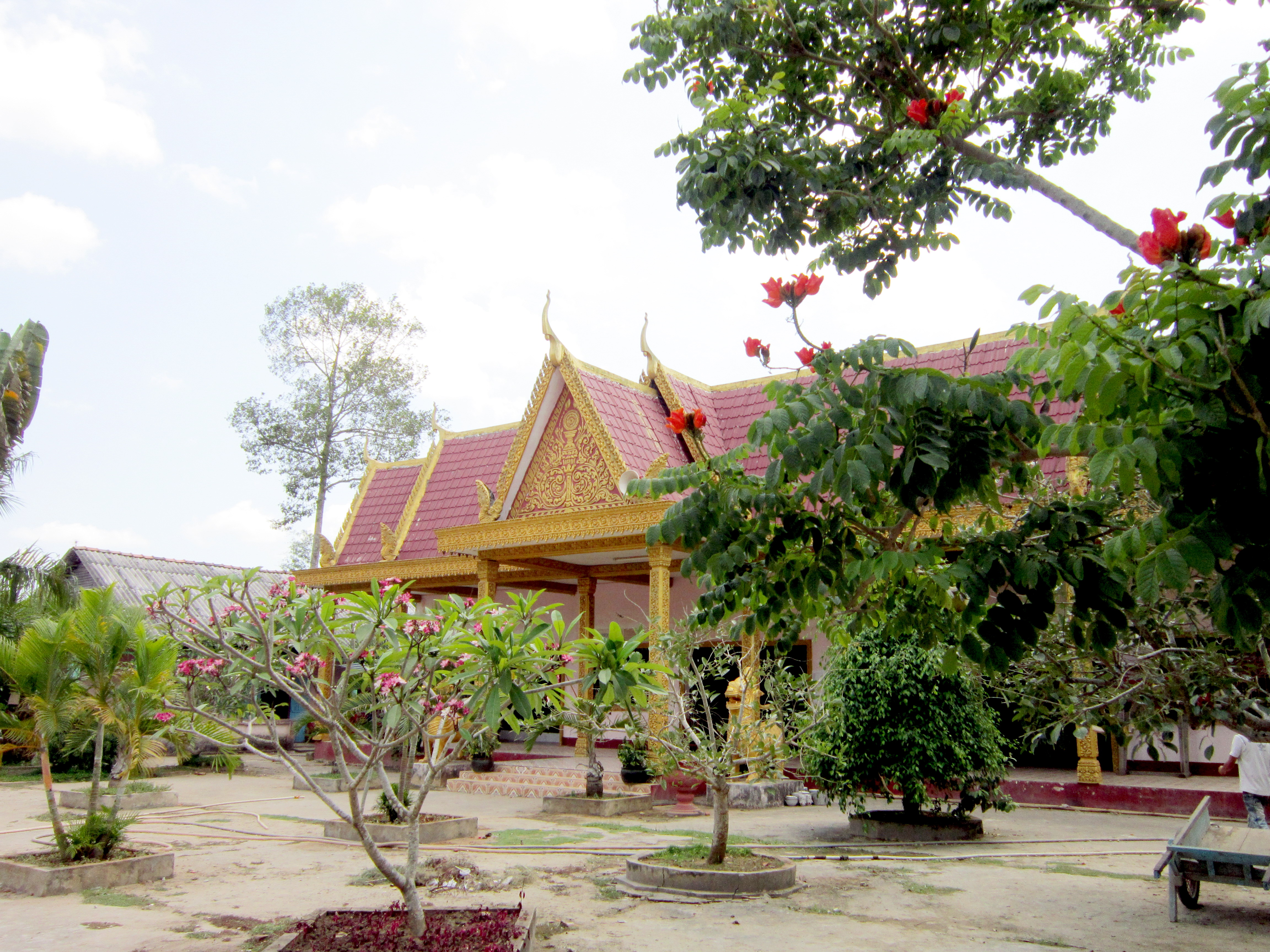
Một trong số các ngôi nhà tại chùa
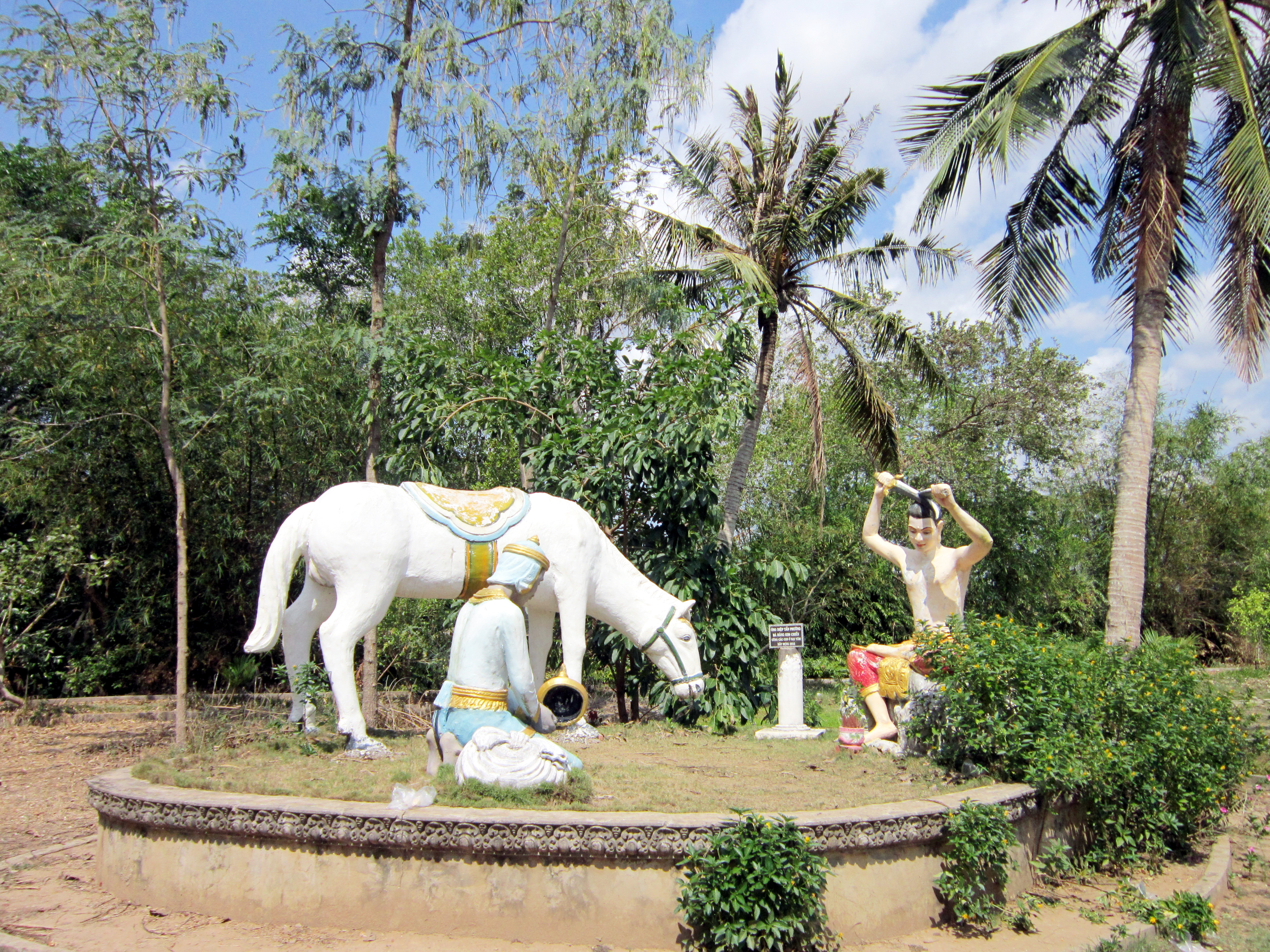
Bộ tượng nhắc tích Thái tử Tất-đạt-đa (về sau là Phật Thích Ca) cắt tóc đi tu
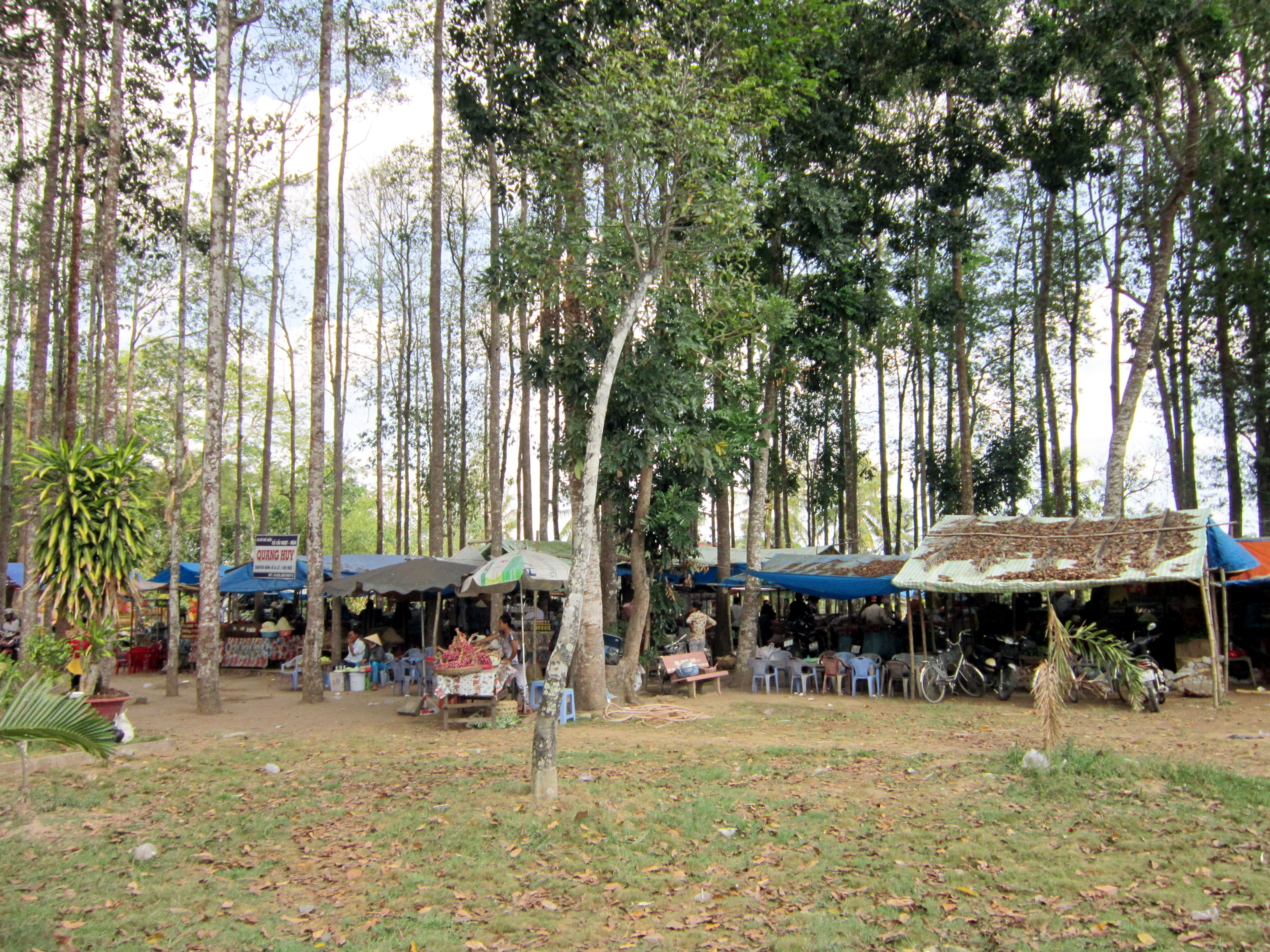
Khu chợ nhỏ trong khuôn viên chùa, chủ yếu bán một số rau quả, bánh kẹo, v.v... tự sản xuất tại địa phương
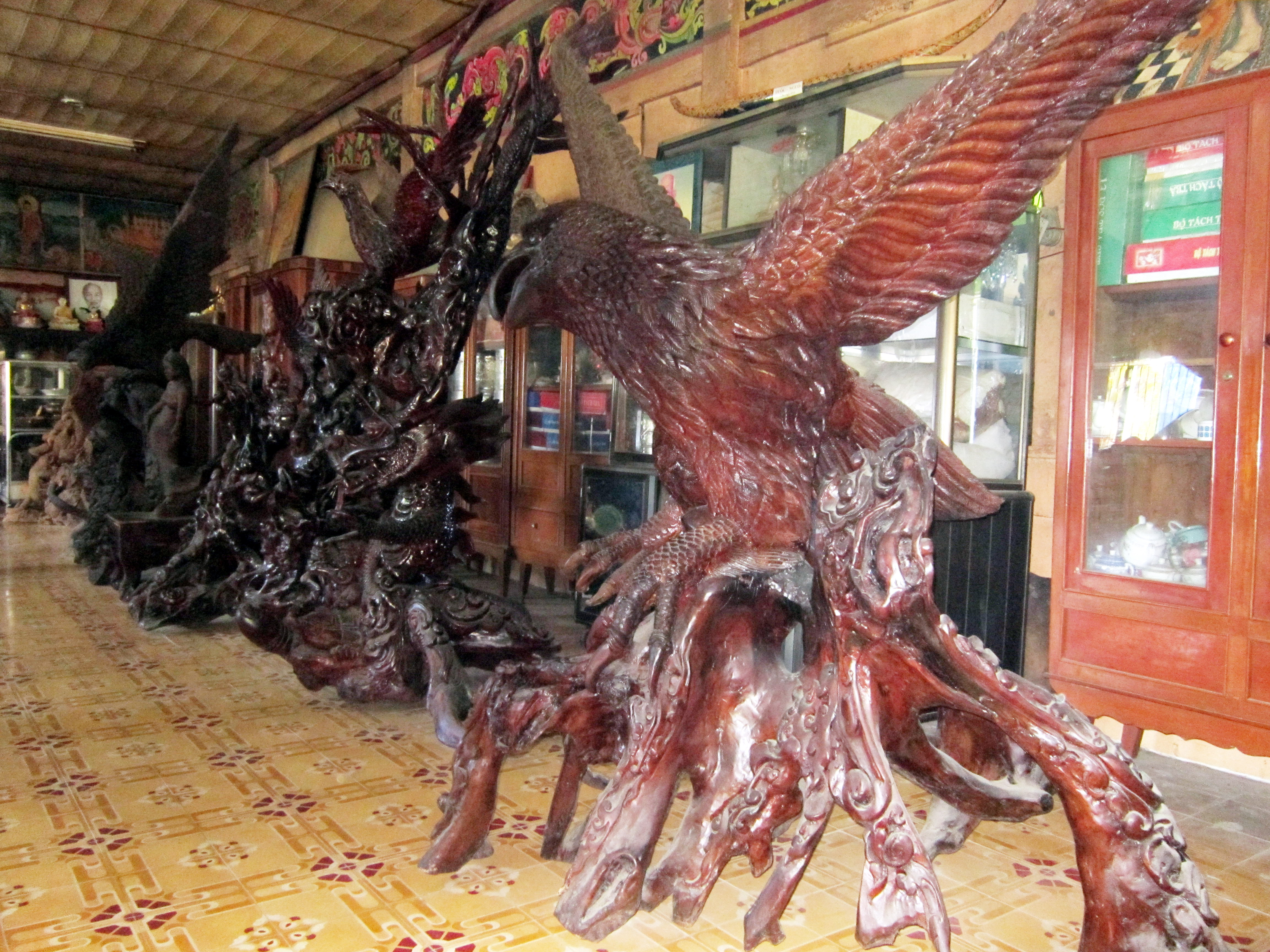
Một số tác phẩm điêu khắc gỗ đang được lưu giữ tại chùa